# Neukirchen-Vluyn

Neukirchen-Vluyn est une commune de Rhénanie-du-Nord-Westphalie (Allemagne), située dans l'arrondissement de Wesel, dans le district de Düsseldorf, dans le landschaftsverband de Rhénanie.
Par le passé, l'activité minière (lignite et charbon) y a été importante. D'ailleurs de nombreuses traces de cette activité y sont encore visibles.
La ville est jumelée avec la commune française de Mouvaux, dans le département du Nord, et Buckingham (Royaume-Uni) depuis février 2020.
Au début mai a lieu la Maifest où les nombreux stands proposent des produits du cru : la peitsche -saucisse fine- et des bières locales, entre autres .

## Sport
- Course à pied: la Donkenlauf qui a lieu le deuxième ou troisième samedi de juin .
- Football: SV Neukirchen 21